# Sturzkampfgeschwader 51
Das Sturzkampfgeschwader 51 war ein Verband der Luftwaffe der Wehrmacht im Zweiten Weltkrieg. Als Sturzkampfgeschwader, ausgestattet mit Sturzkampfbombern vom Typ Junkers Ju 87, führte es Luftangriffe im Sturzflugverfahren, mit Bomben, auf zugewiesene Ziele durch. Das Geschwader beteiligte sich am Überfall auf Polen und dem Westfeldzug. Es wurde am 9. Juli 1940 in das Sturzkampfgeschwader 1 eingegliedert.

## Geschichte

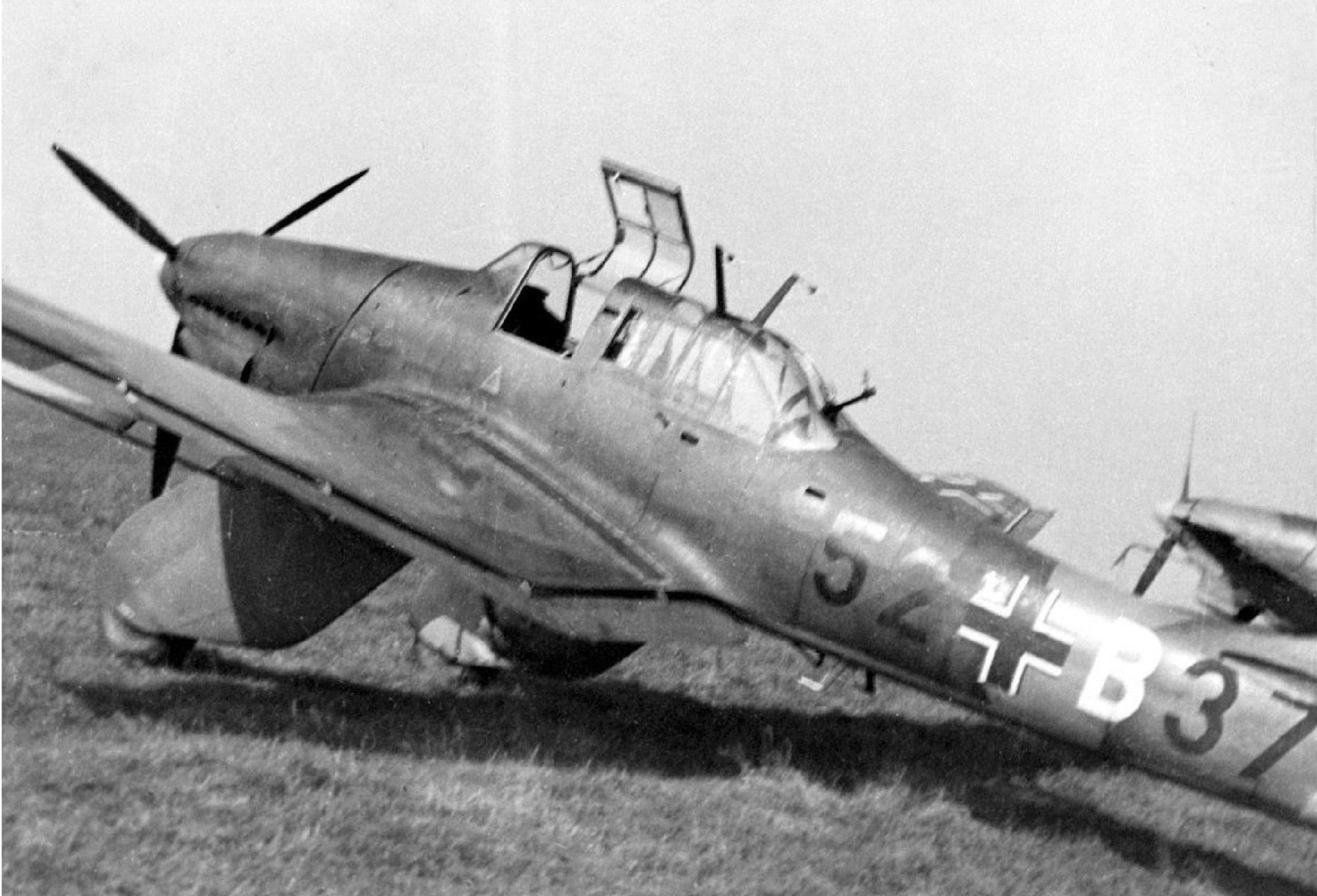
Ju 87 A (52+B37), 7./StG 165, in Wertheim ab Sept. 1937

Die III. Gruppe des Sturzkampfgeschwaders 51 entstand am 1. Mai 1939 in Wertheim (Lage) nach dem neuen Benennungsschema der Luftwaffe aus der III. Gruppe des Sturzkampfgeschwaders 165. Ein Geschwaderstab oder weitere Gruppen existierten nicht. Die Geschwaderkennung war 6G.
Als am 1. September 1939 mit dem deutschen Überfall auf Polen der Zweite Weltkrieg ausgelöst wurde, stand das Geschwader von Wertheim aus, in den Reihen der 6. Flieger-Division der Luftflotte 3 und sollte eventuelle Einfälle der Westalliierten auf das Deutsche Reich abwehren. Nachdem diese nicht mehr realistisch erschienen, wechselte es am 8. September auf die Fliegerhorste Wiklow (Lage) und später Radom-Piastow (Lage), wo es dem Fliegerführer z.b.V. der Luftflotte 4 unterstellt war und in die Kämpfe in Polen eingriff.
Nachdem ab dem 20. September 1939 keine größeren Kampfhandlungen mehr stattgefunden hatten, verlegte das Geschwader auf den Fliegerhorst Köln-Wahn (Lage). Dort war sie dem I. Fliegerkorps der Luftflotte 3 zugeteilt und ging mit dieser ab dem 10. Mai 1940 in den Westfeldzug.
Nach Beendigung der Kampfhandlungen wurde es am 9. Juli als II. Gruppe in das Sturzkampfgeschwader 1 eingegliedert.